# Pequenas Ribonucleoproteínas Nucleares (snRNPs)
As snRNPs são complexos proteicos compostos por pequenos RNAs nucleares (snRNAs) de 60 a 300 nucleotídeos que são altamente conservados. As proteínas U1-snRNA, U2-snRNP, U4.U6snRNP e U5-snRNP se ligam aos snRNAs e permitem o splicing. O processo de splicing ocorre em um complexo chamado de spliceossomo composto de um pré-RNA, quatro snRNPs e algumas proteínas que se ligam ao pré-RNA, assim permitindo a maturação do pré-RNA. Essas quatros snRNPs possuem uma proteína central snRNP que é composta por sete proteínas Sm que são conhecidas como, proteinas B, D1, D2, D3, E, F e G.